# Ieud
Ieud (Jód en hongrois, Jod en allemand, Yoed ou Yoid en yiddish) est une commune roumaine du județ de Maramureș, dans la région historique de Transylvanie et dans la région de développement du Nord-Ouest.

## Géographie
La commune est constituée du seul village de Ieud. Elle est située dans l'est du județ, au nord des Monts Lăpuș (Munții Lăpușului) et Țibleș (Munții Țibleșului), sur le ruisseau Idisor, affluent de l'Iza.
Baia Mare, la préfecture du județ, se trouve à 110 km plus à l'ouest et Sighetu Marmației à 51 km au nord-ouest.

## Histoire
La première mention écrite du village date de 1365 où un document du roi Louis Ier de Hongrie confisque le village à Bogdan, l'usurpateur de l'autorité hongroise en Moldavie pour le donner aux fils de Sas, et ainsi les récompenser de leur fidélité à la couronne hongroise.
Le village apparaît aussi dans le "Codex de Ieud" (Codicele de la Ieud), 1391-1392, le livre religieux roumain le plus ancien, conservé à la bibliothèque de l'Académie roumaine.

## Démographie
En 1910, la commune comptait 2 330 Roumains (84 % de la population), 33 Hongrois (1,2 %) et 410 Allemands (14,8 %).
En 1930, les autorités recensaient 2 499 Roumains (89,2 %) ainsi qu'une communauté juive de 285 personnes (10,2 %) qui fut exterminée par les Nazis durant la Seconde Guerre mondiale.
En 2002, la commune comptait 4 223 Roumains (100 %) .
| 1880  | 1900  | 1910  | 1930  | 1956  | 1977  | 1992  | 2002  | 2007  |
| ----- | ----- | ----- | ----- | ----- | ----- | ----- | ----- | ----- |
| 2 078 | 2 594 | 2 774 | 2 802 | 3 715 | 4 286 | 4 492 | 4 223 | 4 217 |

## Économie
L'économie du village repose sur l'agriculture (4 775 ha de terres agricoles), l'exploitation des forêts (2 599 ha) et le tourisme (randonnées, églises en bois).

## Lieux et monuments
- Église en bois de Ieud-Deal dédiée à la Nativité de la Vierge (Nașterea Maicii Domnului) inscrite avec sept autres églises du județ sur la liste du Patrimoine mondial par l'UNESCO en 1999[5].

Cette église, dont la tradition locale fait remonter la construction à 1364, date en fait des années 1717-1720, après les dernières invasions tatares. Elle est remarquable par le site de sa construction, un versant rocheux au bord du ruisseau Idisor, et surtout par sa décoration intérieure, très élaborée (fresques, décors sculptés) de 1782.
- Église de Șes (Biserice din Șes), en bois du début du XVIIIe siècle.

## Personnages
- Victor Mihaly de Aspa (1841-1918), prélat de l'Église grecque-catholique roumaine, d'abord évêque de l'éparchie de Lugoj de 1875 à 1895, puis archevêque de l'archéparie de Alba Iulia et Făgăraș de 1895 à sa mort.